# Condado de Green Lake
O Condado de Green Lake é um dos 72 condados do Estado americano do Wisconsin. A sede do condado é Green Lake, e sua maior cidade é Green Lake. O condado possui uma área de 985 km² (dos quais 68 km² estão cobertos por água), uma população de 19 105 habitantes, e uma densidade populacional de 21 hab/km² (segundo o censo nacional de 2000). O condado foi fundado em 1858.